# Deventer Colmschate vasútállomás
Deventer Colmschate vasútállomás vasútállomás Hollandiában, Deventer városában.

## Vasútvonalak
Az állomást az alábbi vasútvonalak érintik:
- Deventer–Almelo-vasútvonal

## Kapcsolódó állomások
A vasútállomáshoz az alábbi állomások vannak a legközelebb:
- Holten vasútállomás
- Deventer vasútállomás